# Johan Renck
Bo Johan Renck (Uppsala, 1966. december 5. –) Primetime Emmy-díjas svéd rendező, producer.
1991–2001 között Stakka Bo művésznéven énekes-dalszerzőként tevékenykedett, 1993-as Here We Go című kislemezével érve el legnagyobb sikerét. Ezt követően videóklipeket rendezett, majd a televíziózás felé fordult. Készített epizódokat a Breaking Bad – Totál szívás, a The Walking Dead és a Vikingek című sorozatokhoz is.
2019-ben a Csernobil című minisorozat rendezőjeként nyert Primetime Emmy-díjat.
Két nagyjátékfilmet rendezett: Ölelj meg és ölj (2008) és Az űrhajós (2024).

## Filmográfia

### Film
| Év   | Magyar cím       | Eredeti cím       | Feladatkör | Feladatkör |
| Év   | Magyar cím       | Eredeti cím       | Rendező    | Producer   |
| ---- | ---------------- | ----------------- | ---------- | ---------- |
| 2008 | Ölelj meg és ölj | Downloading Nancy | Igen       | Nem        |
| 2024 | Az űrhajós       | Spaceman          | Igen       | Vezető     |

### Televízió
| Év        | Magyar cím                         | Eredeti cím         | Feladatkör | Feladatkör      | Megjegyzések           |
| Év        | Magyar cím                         | Eredeti cím         | Rendező    | Vezető producer | Megjegyzések           |
| --------- | ---------------------------------- | ------------------- | ---------- | --------------- | ---------------------- |
| 2009–2011 | Breaking Bad – Totál szívás        | Breaking Bad        | Igen       | Nem             | 3 epizód               |
| 2010      | The Walking Dead                   | The Walking Dead    | Igen       | Nem             | 1 epizód (A látnok)    |
| 2013      | Vikingek                           | Vikings             | Igen       | Nem             | 3 epizód               |
| 2013      | Bates Motel – Psycho a kezdetektől | Bates Motel         | Igen       | Nem             | 1 epizód               |
| 2014      |                                    | Ettor & nollor      | Igen       | Nem             | minisorozat (2 epizód) |
| 2014      | Halt and Catch Fire – CTRL nélkül  | Halt and Catch Fire | Igen       | Nem             | 1 epizód               |
| 2015      | Bloodline – A vérvonal árnyai      | Bloodline           | Igen       | Nem             | 2 epizód               |
| 2015      |                                    | The Last Panthers   | Igen       | Igen            | minisorozat (6 epizód) |
| 2016      | A jóslás urai                      | Shut Eye            | Igen       | Nem             | 1 epizód               |
| 2019      | Csernobil                          | Chernobyl           | Igen       | Igen            | minisorozat (5 epizód) |

## Fordítás
- Ez a szócikk részben vagy egészben  a   Johan Renck című angol Wikipédia-szócikk ezen változatának fordításán alapul.  Az eredeti cikk szerkesztőit annak laptörténete sorolja fel. Ez a jelzés csupán a megfogalmazás eredetét és a szerzői jogokat jelzi, nem szolgál a cikkben szereplő információk forrásmegjelöléseként.